# Compumedic Analog Computer
Compumedic Analog Computer (Analog Computer) је професионални аналогни рачунар, производ фирме Compumedic који је почео да се израђује у Сједињеним Америчким Државама током 1971. године.
Користио је операционе појачаваче за рад, као већина аналогних рачунара.

## Детаљни подаци
Детаљнији подаци о рачунару Analog Computer су дати у табели испод.
|                       |                                                    |
| [ 1 ]                 |                                                    |
| Произвођач            |                                                    |
| Тип                   | професионални аналогни рачунар                     |
| Меморија              | нема                                               |
| Поријекло             | Сједињене Америчке Државе                          |
| Година                | 1971                                               |
| Тастатура             | потенциометри и прекидачи                          |
| Процесор              | нема централни процесор, већ операционе појачаваче |
| Фреквенција процесора |                                                    |
| RAM                   | нема                                               |
| ROM                   |                                                    |
| Текст                 | волтметар                                          |
| Графика               |                                                    |
| Боја                  |                                                    |
| Звук                  | мали звучник                                       |
| Димензије             | 25                                                 |
| Портови               |                                                    |
| Оперативни систем     |                                                    |